# Референдум щодо вступу Швейцарії до Європейської економічної зони (1992)
Референдум щодо вступу Швейцарії до Європейської економічної зони відбувся 6 грудня 1992 року у Швейцарії.
Європейська економічна зона є результатом угоди, підписаної в травні 1992 року дванадцятьма державами-членами Європейського співтовариства (ЄС) і сімома країнами-членами Європейської асоціації вільної торгівлі (ЄАВТ). Ця угода забезпечує вільний рух товарів, послуг, капіталу та людей між різними країнами-підписантами.
Якщо ратифікація цієї угоди відбулася парламентським шляхом в Австрії, у Фінляндії, в Ісландії, в Норвегії та у Швеції, то Швейцарія та Ліхтенштейн організували народні референдуми з цього питання. Населення Швейцарії виступило 6 грудня 1992 р. і відкинуло членство Швейцарії в Європейському економічному просторі з 50,3 % голосів проти. Ліхтенштейн скаже так через тиждень. Європейська економічна зона побачить світ у 1994 році без Швейцарії.
Явка склала 78,73 %.

## Детальні результати
|         | Так       | Ні        | Голосовий розрив | % За | % Проти |
| ------- | --------- | --------- | ---------------- | ---- | ------- |
| Люди    | 1 762 872 | 1 786 708 | 23 834           | 49,7 | 50,3    |
| Кантони | 6 2/2     | 14 4/2    |                  |      |         |

### Результати в кантонах
Членство Швейцарії в Європейському економічному просторі приймається населенням шести кантонів франкомовної Швейцарії (Фрібург, Женева, Юра, Невшатель, Вале і Во), а також двох німецькомовних півкантонів Базель-місто та Базель-країна. Інші кантони німецькомовної Швейцарії та кантон Тічіно переважно були.

### Результати по округах
На мапі нижче показано голосування в різних округах. Членство в Європейському економічному просторі прийнято в кантонах Женева і Базель-Сіті, у всіх округах кантонів Во, Невшатель і Юра, у всіх округах кантону Фрібур, за винятком Сінгіна (німецькомовний), у франкомовних округах кантону Вале, у Бернській Юрі (франкомовна), а також в районах Біль (двомовний), Нідау та Берн кантону Берн, в районах Арлесхайм та Лісталь кантону Базель-Ленд, в районі міста Золотурн однойменного кантону і, нарешті, в районах міста Цюрих, Майлен і Устер кантону Цюрих. Усі інші райони кажуть ні.
Цей референдум є прикладом ідеологічного розриву, який існував у той час між франкомовними швейцарцями з одного боку та німецькими та італійськими швейцарцями з іншого (Рештіграбен).